# Litsea caulocarpa
Litsea caulocarpa är en lagerväxtart som beskrevs av Elmer Drew Merrill. Litsea caulocarpa ingår i släktet Litsea och familjen lagerväxter. Inga underarter finns listade i Catalogue of Life.